# Тайкёку
Тайкёку (яп. 太極, «первопричина», «Великий Предел») — серия простейших ката, практикуемых в нескольких стилях каратэ. Ката серии Тайкёку созданы Гитином Фунакоси для обучения новичков посредством упрощения ката Пинан в 40-х годах XX века.

## Описание
Ката Тайкёку выполняются по единой схеме на 20 шагов. Каждый поворот или разворот выполняется с блоком, каждый прямой шаг — с ударом. На восьмом и шестнадцатом шаге следует выкрик «киай».

## Название
Обычно рассматриваются три ката данной серии: Тайкёку-1, Тайкёку-2 и Тайкёку-3. Конкретное название в разных стилях может различаться. Так, например, в Кёкусинкай эти ката называются, соответственно, Тайкёку-соно-ити, Тайкёку-соно-ни и Тайкёку-соно-сан; в Сётокан — Тайкёку Сёдан, Тайкёку Нидан и Тайкёку Сандан. Здесь слова «сёдан», «нидан» и «сандан» обозначают, соответственно, «первый уровень», «второй уровень» и «третий уровень». В Годзю-рю ката Тайкёку имеют нумерацию «гэдан», «тюдан» и «дзёдан» — нижний, средний и верхний уровень.
В Сито-рю данные ката называются «Дзюни-но-ката» (十二の型 — ката на 12 шагов): Дзюни-но-ити, Дзюни-но-ни, Дзюни-но-сан.
Обычно рассматриваются три ката Тайкёку, однако в разных стилях это число может варьироваться.

## Варианты ката

### ВСётокан
- Тайкёку Сёдан выполняется в стойке дзэнкуцу-дати с блоком гэдан-барай и ударом ой-цуки-тюдан (прямой удар одноимённым кулаком в средний уровень).
- Тайкёку Нидан отличается от Тайкёку-1 тем, что удары наносятся в верхний уровень — ой-цуки-дзёдан.
- В Тайкёку Сандан все развороты выполняются в стойке кокуцу-дати с блоком ути-укэ. Повороты 5 и 13 выполняются в дзэнкуцу-дати с гэдан-барай. Удары на шагах 2, 4, 10, 12, 18 и 20 выполняются в средний уровень, на шагах 6, 7, 8, 14, 15 и 16 — в верхний уровень[3].

### ВКёкусинкай
Тайкёку соно Ити, Тайкёку соно Ни и Тайкёку соно Сан выполняются так же как и в Сётокан.
Кроме трёх основных ката Тайкёку есть производные ката - Сокуги Тайкёку, которые выполняются по тому же рисунку только в дзенкуцу дати со включением ударов ногами:
- Сокуги Тайкёку соно Ити - все движения завершаются какэ вакэ укэ, развороты выполняются с кансецу гэри (ёко гэри гэдан), а шаги с маэ гэри кэагэ дзёдан, вместо ой цуки тюдан в Тайкёку-1.
- Сокуги Тайкёку соно Ни - отличается от Сокуги Тайкёку-1 тем, что развороты выполняются с ёко гэри тюдан, а шаги с маэ гэри кэкоми дзёдан.
- Сокуги Тайкёку соно Сан - развороты с ёко гэри дзёдан, боковые шаги с хайсоку маваси ути кэагэ, а шаги на дорожках с тэйсоку маваси сото кэагэ.

Так же как и для ката серии Пинан, для Тайкёку существуют три формы Ура (обратные основным). Тайкёку соно Ити Ура - отличается от Тайкёку-1 только заменой шага вперёд полным круговым разворотом внутрь (в направлении от передней ноги к задней) с выводом задней ноги вперёд. Для Тайкёку 2 и 3 отличия такие же.
Ёсикадзу Мацусима (IKO-3 Кёкусин) придумал производные от Тайкёку формы - Тайкёку Татэ. Все движения отличаются только тем, что выполняются по одной линии: первый блок с выходом не вбок а вперёд, все остальные развороты - длинные и на 180 градусов, а после последнего разворота следует короткий разворот назад и последующий удар.
Также возможно множество других вариаций Ката этой серии, которые усложняют заменой элементов сохраняя рисунок перемещений. Такие вариации могут быть призваны развивать координацию, выносливость и оттачивать отдельные элементы, к примеру:
- Сувари Тайкёку соно Сан (в присяде)
- Сувари Сокуги Тайкёку соно Ни (в присяде)
- Тайкёку соно Ити Ура с маэ гери после сэйкэн цуки
- Тайкёку соно Ни с усиро маваси гери и (не опуская ноги) маэ гэри, перед тюдан сэйкэн цуки
- Сокуги Тайкёку соно Сан с ура маваси гэри, и маваси гэри (или усиро маваси гэри) на дорожках
- Сокуги Тайкёку соно Сан с маэ гэри, и комбинацией маваси гэри + усиро маваси гэри на дорожках
- Тайкёку соно Ити вдвоём: тот, кто сидит на плечах бьёт, а кто его держит ходит.

### ВСито-рю
- В Дзюни-1 блок гэдан-барай выполняется в стойке дзэнкуцу-дати, удар ой-цуки-тюдан — в мото-дати.
- Дзюни-2 отличается от Дзюни-1 тем, что блок гэдан-барай заменяется блоком ути-укэ.
- В Дзюни-3 выполняется блок агэ-укэ в стойке нэкоаси-дати.

### ВГодзю-рю
- Тайкёку-1 отличается от варианта в Сётокан и Кёкусинкай тем, что выполняется в стойке сико-дати.
- В Тайкёку-2 используется стойка сантин-дати и вместо гэдан-барай применяется блок сото-укэ.
- Тайкёку-3 выполняется так же, как Тайкёку-2, но блок сото-укэ заменяется на агэ-укэ.

Кроме того, в школе Годзю-рю изучается ещё два варианта ката Тайкёку:
- Тайкёку-тора-гути выполняется с блоком двумя руками — тора-гути.
- Тайкёку-какэ-укэ выполняется так же, как Тайкёку-тора-гути, но с блоком какэ-укэ.

### Корейские боевые искусства
В корейских стилях Тансудо и Тхэквондо изучают ката Тайкёку под названием Кичо Хюн. Они практически не отличаются от Тайкёку в каратэ и выполняются с применением тех же техник.

## Значение и применение Тайкёку
Во многих школах каратэ ката Тайкёку не изучаются, так как считаются простейшими и не заслуживающими внимания. В частности, их, как правило, даже не изучают в Сётокане, при том, что эти ката были разработаны именно создателем Сётокана — Гитином Фунакоси.
Однако, создатель Кёкусинкай Масутацу Ояма — напротив — очень высоко оценивал значения ката Тайкёку, сравнивая овладевание каратистом этими ката с умением ползать, которое необходимо, прежде чем ребёнок начнёт учиться ходить.